# Карандеев, Павел Васильевич
Па́вел Васи́льевич Каранде́ев (27 января 1913 — 20 января 1986, Воронежская область) — бригадир тракторной бригады совхоза «Октябрьский», Герой Социалистического Труда.

## Биография
Родился 14 января 1913 года в селе Хреновские Выселки Воронежского уезда Воронежской губернии. Русский.
С 1930 года работал в совхозе «Октябрьский».
В армии с июня 1941 года. Участник Великой Отечественной войны в должности шофёра 640-го отдельного автомобильного батальона. Воевал на Центральном фронте, участвовал в Курской битве. В 1943 году демобилизован по ранению.
После войны вновь работал в совхозе «Октябрьский» трактористом и бригадиром тракторной бригады.
За выдающиеся успехи, достигнутые в развитии сельскохозяйственного производства и выполнении пятилетнего плана продажи государству продуктов земледелия и животноводства Карандееву Павлу Васильевичу Указом Президиума Верховного Совета СССР от 8 апреля 1971 года присвоено звание Героя Социалистического Труда с вручением ордена Ленина и золотой медали «Серп и Молот».
В 1972—1973 годах работал старшим инженером совхоза «Октябрьский».
Жил в посёлке Кировское Панинского района Воронежской области. Умер 20 января 1986 года. Похоронен в посёлке Октябрьский Панинского района Воронежской области.
Награждён орденами Ленина, Отечественной войны 2-й степени, медалью «За боевые заслуги», другими медалями.

## Память
В посёлке Панино на Аллее Героев установлен бюст П. В. Карандеева.